# إدموند إل. غروبر
إدموند إل. غروبر (بالإنجليزية: Edmund L. Gruber) هو عسكري أمريكي، ولد في 11 نوفمبر 1879 في سينسيناتي في الولايات المتحدة، وتوفي في 30 مايو 1941 في Fort Leavenworth ‏ في الولايات المتحدة.

## وصلات خارجية
- إدموند إل. غروبر على موقع ميوزك برينز (الإنجليزية)